# Kouaoua
Kouaoua (in mèa: Koawann; in ajië: Kaa Wi Paa) è un comune della Nuova Caledonia nella Provincia del Nord.
Il comune è stato creato nel 1995 da parte del comune di Canala.